# اسپادافورا
اسپادافورا (به ایتالیایی: Spadafora) یک کومونه در ایتالیا است که در استان مسینا واقع شده‌است.

## خصوصیات
اسپادافورا ۱۰٫۳ کیلومترمربع مساحت و ۵٬۳۲۲ نفر جمعیت دارد و ۶ متر بالاتر از سطح دریا واقع شده‌است.